# National Commissioners Invitational Tournament
El National Commissioners Invitational Tournament fue un torneo de postemporada de baloncesto masculino universitario disputado por ocho equipos y organizado por la NCAA. Fue fundado en 1974 con el nombre de Collegiate Commissioners Association Tournament, y creado debido a que la NCAA buscaba eliminar la competencia del NIT. El torneo fue ganado en 1974 por Indiana sobre USC, por 85-60, en San Luis (Misuri), y estaba compuesto por equipos que habían finalizado segundos en sus respectivas conferencias, por lo que en 1974 el torneo de la NCAA sólo contaba con equipos campeones de conferencia. En 1975, Drake ganó la última edición del torneo al derrotar a Arizona en la final por 83-76, en Louisville (Kentucky).

## Campeones
| Año  | Campeón | Campeón | Subcampeón          | Subcampeón | MVP                  | Sede                  |
| ---- | ------- | ------- | ------------------- | ---------- | -------------------- | --------------------- |
| 1974 | Indiana | 85      | Southern California | 60         | Kent Benson, Indiana | San Luis (Misuri)     |
| 1975 | Drake   | 83      | Arizona             | 76         | Bob Elliott, Arizona | Louisville (Kentucky) |

## Ediciones

### 1974
|  | Primera ronda       | Primera ronda       | Primera ronda       |                     |         | Semifinales | Semifinales | Semifinales |  |         | Final   | Final | Final |  |
|  |                     |                     |                     |                     |         |             |             |             |  |         |         |       |       |  |
|  |                     |                     |                     |                     |         |             |             |             |  |         |         |       |       |  |
|  | Indiana             | Indiana             | 73                  |                     |         |             |             |             |  |         |         |       |       |  |
|  | Indiana             | Indiana             | 73                  |                     |         |             |             |             |  |         |         |       |       |  |
|  | Tennessee           | Tennessee           | 71                  |                     |         |             |             |             |  |         |         |       |       |  |
|  | Tennessee           | Tennessee           | 71                  |                     | Indiana | Indiana     | 73          |             |  |         |         |       |       |  |
|  |                     |                     |                     |                     | Indiana | Indiana     | 73          |             |  |         |         |       |       |  |
|  |                     |                     | Toledo              | Toledo              | 72      |             |             |             |  |         |         |       |       |  |
|  | Arizona State       | Arizona State       | Toledo              | Toledo              | 72      | 74          |             |             |  |         |         |       |       |  |
|  | Arizona State       | Arizona State       |                     |                     |         |             |             |             |  |         |         |       |       |  |
|  | Toledo              | Toledo              | 81                  |                     |         |             |             |             |  |         |         |       |       |  |
|  | Toledo              | Toledo              | 81                  |                     |         |             |             |             |  | Indiana | Indiana | 83    |       |  |
|  |                     |                     |                     |                     |         |             |             |             |  | Indiana | Indiana | 83    |       |  |
|  |                     |                     | Southern California | Southern California | 76      |             |             |             |  |         |         |       |       |  |
|  | Bradley             | Bradley             | Southern California | Southern California | 76      | 68          |             |             |  |         |         |       |       |  |
|  | Bradley             | Bradley             |                     |                     |         |             |             |             |  |         |         |       |       |  |
|  | Kansas State        | Kansas State        | 64                  |                     |         |             |             |             |  |         |         |       |       |  |
|  | Kansas State        | Kansas State        | 64                  |                     | Bradley | Bradley     | 73          |             |  |         |         |       |       |  |
|  |                     |                     |                     |                     | Bradley | Bradley     | 73          |             |  |         |         |       |       |  |
|  |                     |                     | Southern California | Southern California | 76      |             |             |             |  |         |         |       |       |  |
|  | Southern Methodist  | Southern Methodist  | Southern California | Southern California | 76      | 70          |             |             |  |         |         |       |       |  |
|  | Southern Methodist  | Southern Methodist  |                     |                     |         |             |             |             |  |         |         |       |       |  |
|  | Southern California | Southern California | 82                  |                     |         |             |             |             |  |         |         |       |       |  |
|  | Southern California | Southern California | 82                  |                     |         |             |             |             |  |         |         |       |       |  |
|  |                     |                     |                     |                     |         |             |             |             |  |         |         |       |       |  |

### 1975
|  | Primera ronda       | Primera ronda       | Primera ronda |               |         | Semifinales | Semifinales | Semifinales |  |       | Final | Final | Final |  |
|  |                     |                     |               |               |         |             |             |             |  |       |       |       |       |  |
|  |                     |                     |               |               |         |             |             |             |  |       |       |       |       |  |
|  | Drake               | Drake               | 80            |               |         |             |             |             |  |       |       |       |       |  |
|  | Drake               | Drake               | 80            |               |         |             |             |             |  |       |       |       |       |  |
|  | Southern California | Southern California | 70            |               |         |             |             |             |  |       |       |       |       |  |
|  | Southern California | Southern California | 70            |               | Drake   | Drake       | 78          |             |  |       |       |       |       |  |
|  |                     |                     |               |               | Drake   | Drake       | 78          |             |  |       |       |       |       |  |
|  |                     |                     | Bowling Green | Bowling Green | 65      |             |             |             |  |       |       |       |       |  |
|  | Bowling Green       | Bowling Green       | Bowling Green | Bowling Green | 65      | 67          |             |             |  |       |       |       |       |  |
|  | Bowling Green       | Bowling Green       |               |               |         |             |             |             |  |       |       |       |       |  |
|  | Tennesssee          | Tennesssee          | 58            |               |         |             |             |             |  |       |       |       |       |  |
|  | Tennesssee          | Tennesssee          | 58            |               |         |             |             |             |  | Drake | Drake | 83    |       |  |
|  |                     |                     |               |               |         |             |             |             |  | Drake | Drake | 83    |       |  |
|  |                     |                     | Arizona       | Arizona       | 76      |             |             |             |  |       |       |       |       |  |
|  | Arizona             | Arizona             | Arizona       | Arizona       | 76      | 94          |             |             |  |       |       |       |       |  |
|  | Arizona             | Arizona             |               |               |         |             |             |             |  |       |       |       |       |  |
|  | East Carolina       | East Carolina       | 78            |               |         |             |             |             |  |       |       |       |       |  |
|  | East Carolina       | East Carolina       | 78            |               | Arizona | Arizona     | 102         |             |  |       |       |       |       |  |
|  |                     |                     |               |               | Arizona | Arizona     | 102         |             |  |       |       |       |       |  |
|  |                     |                     | Purdue        | Purdue        | 96      |             |             |             |  |       |       |       |       |  |
|  | Purdue              | Purdue              | Purdue        | Purdue        | 96      | 87          |             |             |  |       |       |       |       |  |
|  | Purdue              | Purdue              |               |               |         |             |             |             |  |       |       |       |       |  |
|  | Missouri            | Missouri            | 74            |               |         |             |             |             |  |       |       |       |       |  |
|  | Missouri            | Missouri            | 74            |               |         |             |             |             |  |       |       |       |       |  |
|  |                     |                     |               |               |         |             |             |             |  |       |       |       |       |  |

- Datos: Q6971691